# Љубљана–дел (стара општина Центер)
Љубљана-дел је некадашње насељено место у саставу градске општине Љубљана, Средњесловенска регија, Словенија.

## Историја
До територијалне реорганизације у Словенији била је у саставу града Љубљане, односно старе општине Центар. 1994. године насеље је укинуто и спојено са још четири насеља под називом Љубљана-дел у јединствено насеље Љубљана.

## Становништво
| 1991   |
| 28.351 |

Напомена: Године 1994 пет насеља под именом Љубљана-дел уједињено је у једно насеље Љубљана.

### Попис1991.
У попису становништва из 1991. године, насељено место Љубљана–дел, односно стара општина Љубљана–Центар, имала је 28.351 становника, са следећим националним саставом:
| Љубљана–дел |
| --- |
| 1991 |
| укупно: 28.351 Словенци 22.068 (77,83%) Срби 1.386 (4,88%) Хрвати 842 (2,96%) Муслимани 827 (2,91%) Југословени 412 (1,45%) Црногорци 146 (0,51%) Албанци 113 (0,39%) Македонци 109 (0,38%) Мађари 21 (0,07%) Роми 20 (0,07%) Италијани 16 (0,05%) Чеси 14 (0,04%) Руси 13 (0,04%) Немци 12 (0,04%) Бугари 6 (0,02%) Турци 6 (0,02%) Аустријанци 5 (0,01%) Јевреји 4 (0,01%) Словаци 4 (0,01%) Пољаци 3 (0,01%) Румуни 2 (0,00%) Украјинци 2 (0,00%) Власи 2 (0,00%) Русини 1 (0,00%) остали 55 (0,19%) неопредељени 236 (0,83%) регион. опр. 123 (0,43%) непознато 1.903 (6,71%) |